# Бабкевич, Владислав Юрьевич
Владислав Юрьевич Бабкевич (бел. Уладзіслаў Юр’евіч Бабкевіч; род. 10 мая 2001, Гродно) — белорусский волейболист, диагональный клуба «Зенит» (Санкт-Петербург) и сборной Беларуси.

## Биография
В младшем школьном возрасте Владислав Бабкевич занимался теннисом, а в 11 лет по приглашению своего друга посетил волейбольную тренировку и спустя год окончательно выбрал этот вид спорта. Воспитывался в гродненской ОСДЮШОР имени А. Н. Сапеги у тренера Владимира Игоревича Астафьева. В 2017 году получил вызов в юниорскую сборную Беларуси и поступил в Республиканское училище олимпийского резерва в Минске. Выступал на чемпионатах Европы среди юношей в возрастных категориях U17 (2017), U18 (2018) и U20 (2018, 2020).
Дебютный матч за национальную сборную провёл 26 мая 2019 года в Минске в рамках Золотой Евролиги против команды Чехии. Выиграв серебряные медали, команда Виктора Бекши получила право выступить в розыгрыше Кубка претендентов, где заняла 3-е место. Летом того же года Бабкевич вернулся в юниорскую сборную. В июле он был капитаном и знаменосцем белорусской команды на Европейском юношеском Олимпийском фестивале в Баку, а в августе выступал на юниорском чемпионате мира в Тунисе, где занял 7-е место в списке самых результативных игроков.
В июне 2019 года подписал контракт с солигорским «Шахтёром». В составе горняков провёл два сезона и выиграл все возможные трофеи на национальной арене. В июне 2021 года перешёл в новоуренгойский «Факел». В составе сборной Беларуси в 2021 году играл в Золотой Евролиге и на чемпионате Европы, а также стал победителем Мемориала Платонова в Санкт-Петербурге, причём два последних турнира провёл в амплуа доигровщика.
В дебютном сезоне в «Факеле» Бабкевич стал самым результативным игроком чемпионата России, набрав 554 очка в 28 матчах (19,8 в среднем за игру) при 49 % реализации атак, и лучшим игроком чемпионата по показателю полезности (+283). С весны 2023 года играл за «Факел» преимущественно на позиции доигровщика, а в конце года перешёл в петербургский «Зенит». В сезонах 2023/24 и 2024/25 вновь становился самым результативным игроком чемпионатов России.

## Достижения
- Серебряный призёр Евролиги (2019).
- Бронзовый призёр Кубка претендентов (2019).
- Чемпион Беларуси (2019/20, 2020/21).
- Обладатель Кубка Беларуси (2019, 2020).
- Обладатель Суперкубка Беларуси (2019, 2020[9]).
- Серебряный призёр чемпионата России (2024/25).
- Финалист Кубка России (2022).

Индивидуальные призы
- Лучший нападающий «Финала четырёх» чемпионата Беларуси (2020)[10].
- Лучший игрок плей-офф чемпионата Беларуси (2021)[11].
- Лучший игрок Суперкубка Беларуси (2020)[12].
- Самый результативный игрок чемпионатов России (2021/22, 2023/24, 2024/25).